# سامان سرابی
سامان سرابی (زاده ۲۶ آبان ۱۳۵۵ در تهران) قهرمان پرورش اندام آسیا و جهان و فرزند قهرمان سابق پرورش اندام، سهراب سرابی می‌باشد.  

## زندگی ورزشی
سامان سرابی در سال۱۳۸۰ توانست قهرمان کشور و عضو تیم ملی شود؛ وی در مسابقات قهرمانی آسیا سال ۲۰۰۱ موفق شد در اولین حضور برون مرزی خود قهرمان اول آسیا در وزن ۷۰ کیلوگرم (کره جنوبی-پوسان) شود.
سامان در مسابقات قهرمانی آسیا در کشور قزاقستان (آلماتی) ۲۰۰۳ قهرمان اول آسیا در وزن ۷۰ کیلوگرم شد.
وی توانست در سال ۱۳۸۴ ش. مصادف با ۲۰۰۵ میلادی در کشور چین شهر شانگهای به عنوان سومی جهان و نشان برنز در دسته ۷۰ کیلوگرم دست یابد.
سامان سرابی در آخرین حضور خود در مسابقات بین‌المللی توانست در رقابت‌های المپیک آسیایی ۲۰۰۶ م؛ که در دوحه قطر برگزار گردید به عنوان چهارم دست یابد.

## افتخارات ورزشی

### مقام‌ها
- مسابقات جهانی پرورش اندام چین ۲۰۰۵[۹]
- مسابقات آسیایی کره جنوبی ۲۰۰۱[۱۰]
- مسابقات آسیایی قزاقستان ۲۰۰۳[۱۱]
- مقام چهارم المپیک آسیایی[۱۲] دوحه قطر ۲۰۰۶[۱۳]
- مرد سال پرورش اندام ایران در سال ۱۳۸۴ ش[۱۴]

## فعالیت‌های علمی و فرهنگی
- شرکت در طرحهای تحقیقاتی مربوط به دانشجویان پسر دانشگاه فردوسی مشهد
- مدرس و مشاور حرکات تخصصی و ورزشی در شبکه بین‌المللی و تخصصی بدنسازی فیزیک تی وی
- مؤلف کتاب اصول پرورش اندام، بادی کلاسیک و پاورلیفتینگ از زبان سهراب و سامان سرابی[۱۵]
- انتشار و همکاری با هفته نامهٔ البرز
- انتشار و همکاری با هفته نامهٔ بشیر[۱۶]

## خلاصه جایگاه‌های ورزشی
- دبیر کمیته فنی فدراسیون جمهوری اسلامی ایران[۱۷]
- دبیر هیئت بدنسازی و پرورش اندام استان خراسان[۱۸] از سال ۸۴ تا ۱۳۹۱[۱۹]
- مدرس کلاسهای مربی گری و داوری فدراسیون جمهوری اسلامی ایران
- مسئول کمیته آموزش و تحقیقات هیئت بدنسازی و پرورش اندام از سال ۷۸ تا۹۱
- برگزاری کلاس مربی‌گری پرورش‌اندام در مشهد[۲۰]

## گالری

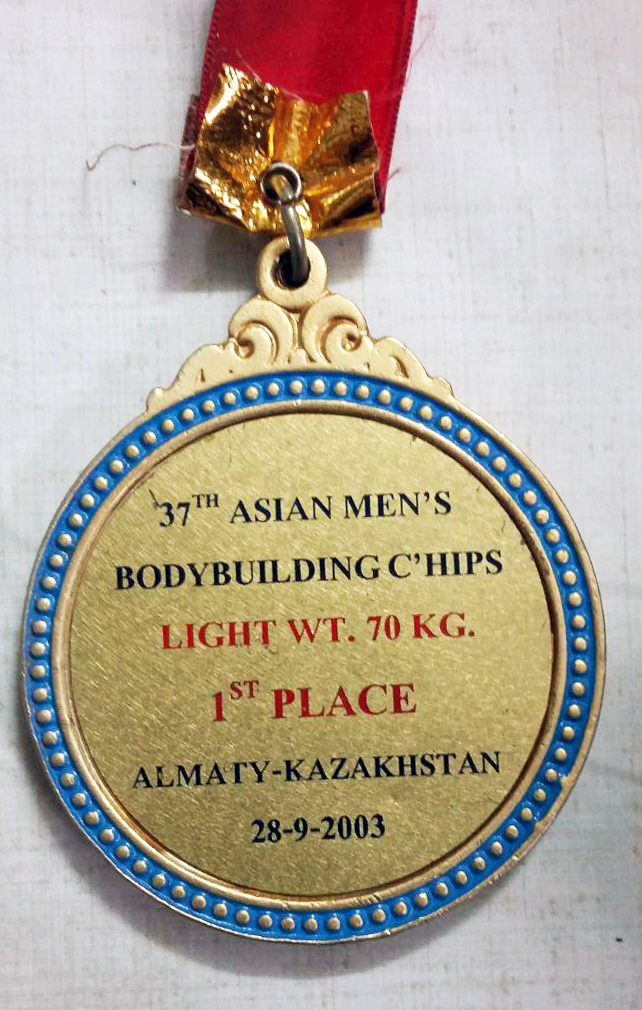
مدال طلا نفر اول مسابقات آسیایی قزاقستان ۲۰۰۳
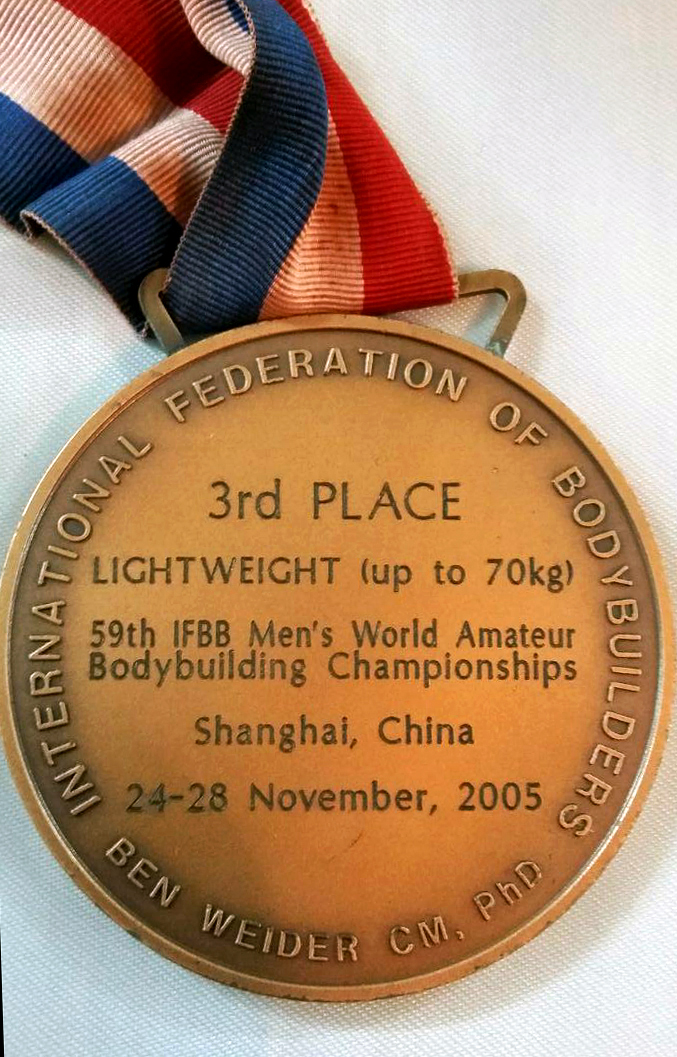
نمای پشت مدال برنز مسابقات جهانی پرورش اندام چین ۲۰۰۵